# Paul Kauss
 (mai 2020).
Si vous disposez d'ouvrages ou d'articles de référence ou si vous connaissez des sites web de qualité traitant du thème abordé ici, merci de compléter l'article en donnant les références utiles à sa vérifiabilité et en les liant à la section « Notes et références ».
Paul Kauss, né le 23 octobre 1923 et mort le 3 novembre 1991, est un homme politique français.

## Biographie

### Des années de jeunesse aux années 1950
Paul Kauss naît dans une famille modeste, à Strasbourg en 1923. Orphelin de père à l'adolescence (son père fut victime d'un accident du travail), il est employé en qualité de commis par la mairie de Bischwiller. En mai-juin 1940, l'Alsace est à nouveau annexée par l'Allemagne et, dans ces circonstances difficiles, le jeune homme devient responsable des Usines municipales gaz-eau de Bischwiller jusqu'en mars 1945 et gérant d'une coopérative agricole. Après la Libération, il ouvre un petit bureau de comptabilité à Bischwiller (qu'il développa peu à peu ) et passe avec succès le baccalauréat.    Ensuite il entreprend (par correspondance) des études dans la comptabilité qui lui permettent d'acquérir le diplôme d'expert-comptable. Concernant sa vie privée, il se marie en septembre 1950 mais n'a pas eu d'enfant. Par contre, il eut à la fin des années 1960 des neveux et des nièces dont il fut proche (notamment l'ainé qui suivi des études supérieures et universitaires menant à l'expertise comptable).

### L'engagement en politique: la mairie de Bischwiller
Bischwiller était jadis prospère grâce au textile mais ce secteur d'activité a connu ensuite une crise majeure, ce qui a provoqué un fort déclin de la ville dans les années 1950. En 1959, des personnalités de Bischwiller proposent à Paul Kauss de figurer sur une liste d'opposition au maire communiste sortant (Louis Loeffler). Après une mure réflexion il accepte et gagne même la mairie. Préconisant un programme de redressement et d'innovations dans de nombreux domaines, Paul Kauss s'érige en bâtisseur et cherche à rendre sa commune (qui compte alors un peu plus de 8 000 habitants) plus attractive et dynamique. Jouissant d'une confiance générale, il fut réélu pendant 30 ans.            
La réussite de sa gestion municipale tient à la mise en place de plans décennaux. Pour Paul Kauss, ils représentaient un contrat moral entre la municipalité et la population bischwilleroise. il y eut trois plans :  

#### 1erplan 1961-1970
La priorité était de sortir Bischwiller de la mono-activité industrielle (textile) mais Il fallait aussi créer des lotissements  et moderniser les réseaux de gaz et d'eau. En outre, de nouvelles routes  devaient être construites.  
Une fois ces équipements mis en place (au moins dans les grandes lignes), un autre plan a été élaboré.  

#### 2eplan  1971-1980
L'accent est mis sur les équipements scolaires, sportifs et culturels :  Un lycée technique est d'abord construit puis des collèges et des écoles maternelles afin d'accompagner la croissance de la population. En 1969, une piscine olympique a été mise en service puis un stade omnisports. En 1978, un gymnase a été inauguré et quelques années plus tard une salle de spectacle (la Maison des Associations et de la Culture).

#### 3eplan 1981-1990
Le but était de donner au centre-ville de cette petite ville industrielle un aspect plus convivial en créant des zones piétonnières  et des espaces verts

### Le Conseiller Général
Avant les élections cantonales de 1964 diverses personnalités strasbourgeoises approchèrent Paul Kauss pour lui demander de se présenter. Il hésita d'abord car ses activités professionnelles ainsi que ses obligations de maire étaient prenantes.  Il a été élu très largement et n'a jamais regretté son choix car étant un spécialiste des questions financières, il  est devenu rapidement Rapporteur du Budget puis Président à la Commission départementale. Grâce à cette fonction Paul Kauss savait où passaient les subventions et pouvait à chaque fois veiller aux intérêts légitimes de Bischwiller et du canton. Par la suite, il fut réélu jusqu'à son décès en 1991.
En outre, il est à l'origine de plusieurs syndicats intercommunaux à vocation multiple (SIVOM) dans le Bas-Rhin.

### Le sénateur
Au moment des sénatoriales en 1977, Daniel Hoeffel et d'autres élus ont demandé à Paul Kauss de mettre sur pied une liste d'union entre gaullistes et centristes. Le succès de cette liste sera complet puisqu'elle emporte dès le 1er tour les 4 sièges de sénateurs du Bas-Rhin.   
Au Sénat, Paul Kauss siège dans différentes commissions : d'abord à la commission des affaires économiques et du Plan de 1977 à 1983, puis à la Commission des affaires sociales de 1983 à 1986. Après sa réélection  (dès le 1er tour en septembre 1986), il retrouve la commission des affaires économiques, avant de la quitter pour celle des affaires étrangères en 1988-1989. Il siège ensuite à la commission des affaires sociales jusqu'à sa mort.
À la Haute assemblée, il occupe également d'importantes fonctions au sein du groupe du Rassemblement pour la République (RPR) , d'abord comme vice-président, puis comme trésorier. Ses collègues gaullistes lui confient à plusieurs reprises le soin d'exprimer leur position dans les débats. Des fréquents discours du sénateur Kauss en séances publiques ne se dégagent pas vraiment de thèmes « privilégiés », si ce n'est les problèmes des collectivités locales et de leurs compétences.Il est l'auteur de deux propositions de lois plutôt techniques. Par ailleurs, Paul Kauss se montre très soucieux des intérêts économiques alsaciens.et sa préoccupation constante (comme élu local et comme parlementaire), est d'éviter que les petits bassins d'emploi deviennent de simples zones-dortoirs."

### Les années 1988 - 1991
À l'automne 1988, il fut réélu dès le 1er tour des élections cantonales avec 68% des suffrages exprimés mais sa santé décline et il sera  donc moins présent et moins actif les années suivantes. De plus, il ne se présentera pas aux élections municipales en 1989 et Il meurt à l'âge de 68 ans le 3 novembre 1991. Lors de la séance du 10 décembre 1991 au Sénat, il est rendu hommage « au courage et à la rectitude morale exemplaires » de Paul Kauss.  

## Détail des fonctions et des mandats
Mandats locaux
- mars 1959 - mars 1989 : Maire de Bischwiller
- 15 mars 1964 - 3 novembre 1991 : Conseiller général du canton de Bischwiller

Mandats parlementaires
- 25 septembre 1977 - 28 septembre 1986 : Sénateur du Bas-Rhin
- 28 septembre 1986 - 3 novembre 1991 : Sénateur du Bas-Rhin

## Distinctions
- Décoré de l'Ordre National du Mérite
- 13 septembre 1978 : chevalier de la Légion d'Honneur

## Hommage
- Le quartier consacré à la culture et aux sports a été baptisé "Espace Paul Kauss"  (il comprend différents équipements dont la MAC qui est le relais culturel de Bischwiller).

### Autobiographie
- Paul Kauss, Une vie pour une ville